# フタミ企画
フタミ企画（ふたみきかく）は日本の出版社。及び編集プロダクションである。

## 概要
フタミ企画は同じく出版社である二見書房のグループ会社である。

## 歴史
当初、家庭向けゲーム機のゲーム攻略本の黎明期において数多くの攻略本の出版を行なっていた。
二見書房より出版した『裏ワザ大全集』シリーズの『スーパーマリオブラザーズ』は同社の出版物において初のミリオンセラーを達成した。
2012年よりダイヤモンド社発行の隔週誌TVステーションの編集、制作を行っている。
2022年より電子配信を主軸としてオリジナル漫画やオリジナル原作小説の制作及び原作付きコミカライズ漫画をプロデュースしている。